# Friedrich Linneweh
Friedrich Linneweh, vollständiger Name Hans Georg Friedrich Linneweh (* 22. September 1908 in Meine; † 29. Januar 1992 in München) war deutscher Pädiater und Hochschullehrer.

## Leben
Linneweh absolvierte ein Studium der Medizin an den Universitäten Graz und Würzburg, wo er von 1931 bis 1934 zusätzlich am Physiologisch-Chemischen Institut gearbeitet hatte. Das Studium schloss er 1934 in Würzburg mit Staatsexamen ab und wurde im selben Jahr zum Dr. med. promoviert. Im Juli 1935 wurde er Assistent von Georg Bessau an der Kinder-Universitätsklinik der Berliner Charité. Dort übernahm er eigenen Angaben zufolge die Hitlerjugendsprechstunde, „in der die von den HJ-Truppenärzten und BDM-Ärztinnen überwiesenen Jahrgänge aus dem gesamten Berliner Standort untersucht werden.“ Neben seiner Mitgliedschaft in der HJ beantragte Linneweh am 18. November 1937 die Aufnahme in die NSDAP und wurde rückwirkend zum 1. Mai desselben Jahres aufgenommen (Mitgliedsnummer 5.851.632). Er leitete das Kliniklabor, habilitierte sich 1940 in Berlin und wirkte dort anschließend als Privatdozent. Während des Zweiten Weltkrieges war er zudem Stabsarzt.
Nach Kriegsende übernahm er zunächst kommissarisch die Leitung der Kinderklinik der Universität Marburg, ab 1949 als außerordentlicher Professor. Von 1951 bis 1975 war er ordentlicher Professor für Kinderheilkunde in Marburg und Direktor der Universitäts-Kinderklinik. Linneweh war Autor von Buchveröffentlichungen auf dem Gebiet der Kinderheilkunde.

## Ehrungen und Mitgliedschaften
- Mitglied der Leopoldina (1963)[4]
- Ehrenmitglied der Schwedischen Pädiatrischen Gesellschaft (1964)
- Korrespondierendes Mitglied der französischen, italienischen sowie schweizerischen Pädiatrischen Gesellschaft
- Friedrich-Linneweh-Preis zur Förderung des wissenschaftlichen Nachwuchses in der Pädiatrie[3]

## Schriften
- Die Physiologische Entwicklung des Kindes Vorlesungen über Funktionelle Pädologie/Lectures on Functional Paedology. Springer, Berlin, 1959
- Die Prognose chronischer Erkrankungen. Springer, Berlin, Göttingen, Heidelberg, 1960
- Aktuelle Probleme der Säuglingsernährung. Nestlé, Frankfurt am Main, 1968